# Centre Hospitalari de Luxemburg
El Centre Hospitalari de Luxemburg, abreujat a CHL, és el proveïdor de la salut pública a la Ciutat de Luxemburg, al sud de Luxemburg. Es tracta d'una empresa pública, establert per la llei de 10 de desembre de 1975.
La seu principal de CHL es troba al sud-est del barri de Rollingergrund-Nord Belair, just al nord de la Route d'Arlon, i a l'oest del centre de la ciutat. En aquest lloc se'n troben tres de les quatre institucions de CHL: 
- Hospital Municipal de Luxemburg, un hospital general
- Hospital de Maternitat Gran Duquessa Carlota, una maternitat
- Una clínica pediàtrica

A més a més, des del 3 d'octubre de 2003, una clínica general del barri Eich també forma part de l'entitat.